# Deer Island (Alaska Panhandle)
Deer Island is een eiland in de Alexanderarchipel in de Alaska Panhandle in het zuidoosten van Alaska in de Verenigde Staten.

## Geografie
Het eiland is 13,6 kilometer lang. Het ligt in de Ernest Sound voor de kust van het Cleveland Peninsula van het vasteland van Alaska. Op 51,6 kilometer naar het noordwesten ligt de plaats Wrangell. Aan de overzijde van de Ernest Sound liggen naar het noorden Wrangell Island en naar het westen Etolin Island.
Aan de overzijde van het water ligt voor de kust van Etolin Island het Brownson Island. 

## Geschiedenis
De eerste Europeaan die het eiland zag, was James Johnstone, een van de officieren van George Vancouver tijdens zijn expeditie van 1791-1795 in 1793. Het werd in 1886 vernoemd door luitenant-commandant A. S. Snow van de United States Navy.